# Dirty Water (Status Quo)
Dirty Water è una canzone della rock band britannica Status Quo, presente nell'album del 1977 Rockin' All Over the World. Non è stata pubblicata come singolo, tuttavia è stata eseguita molto spesso dal vivo e inclusa in alcune raccolte.